# Aspidodiadematidae
Famille
Les Aspidodiadematidae constituent une famille d'oursins abyssaux de l'ordre des Aspidodiadematoida.

## Description et caractéristiques

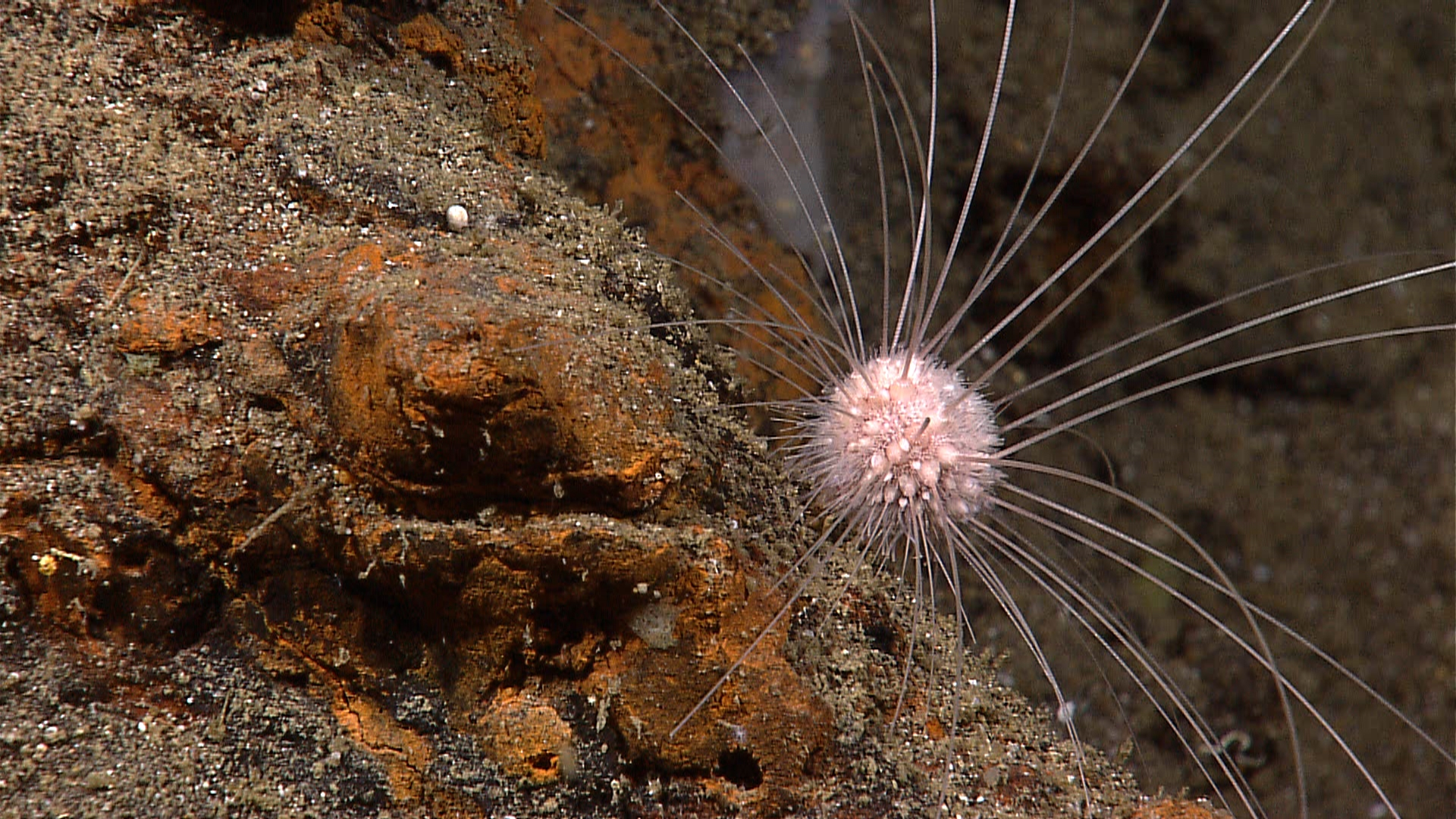

Les Aspidodiadematidae sont des oursins réguliers : leur test (coquille) est de forme ronde, la large bouche (« péristome ») est située au centre de la face orale (inférieure) et l'anus (« périprocte ») à l'opposé (au sommet du test, appelé « apex »), avec les orifices génitaux et le madréporite.
Leur test est de forme sphérique, avec des plaques coronales rigides. 
Le disque apical est large, avec des plaques génitales sub-carrées, ne s'étendant pas en pointes interradiales. 
Les plaques ambulacraires sont trigéminées, soit avec trois éléments simples atteignant le perradius, l'un d'eux portant le tubercule primaire, soit avec un élément élargi et deux demi-plaques plus petites. 
Les paires de pores sont arrangées en arcs simples, sans regroupement adoral. 
Les dépressions sphaeridiales sont situées à côté d'une paire de pores sur trois. 
Les tubercules primaires sont perforés et crénulés. 
Le péristome est large, entouré d'encoches buccales peu profondes et arrondies. 
Les radioles (piquants) sont longues, fines et creuses, et l'intérieur montre un réseau de partitions horizontales et de piliers verticaux.
Cette famille semble être apparue au début du Jurassique (Pliensbachien), et est encore répandu dans les abysses des trois principaux bassins océaniques.

## Liste des genres
Selon ITIS (27 octobre 2013) et World Register of Marine Species (27 octobre 2013) :
- genre Aspidodiadema (A. Agassiz, 1878) (11 espèces vivantes)
- genre Plesiodiadema (Pomel, 1883) (7 espèces vivantes)
- genre Culozoma (Vadet & Slowik, 2001) †
- genre Gymnotiara (Pomel, 1883) †

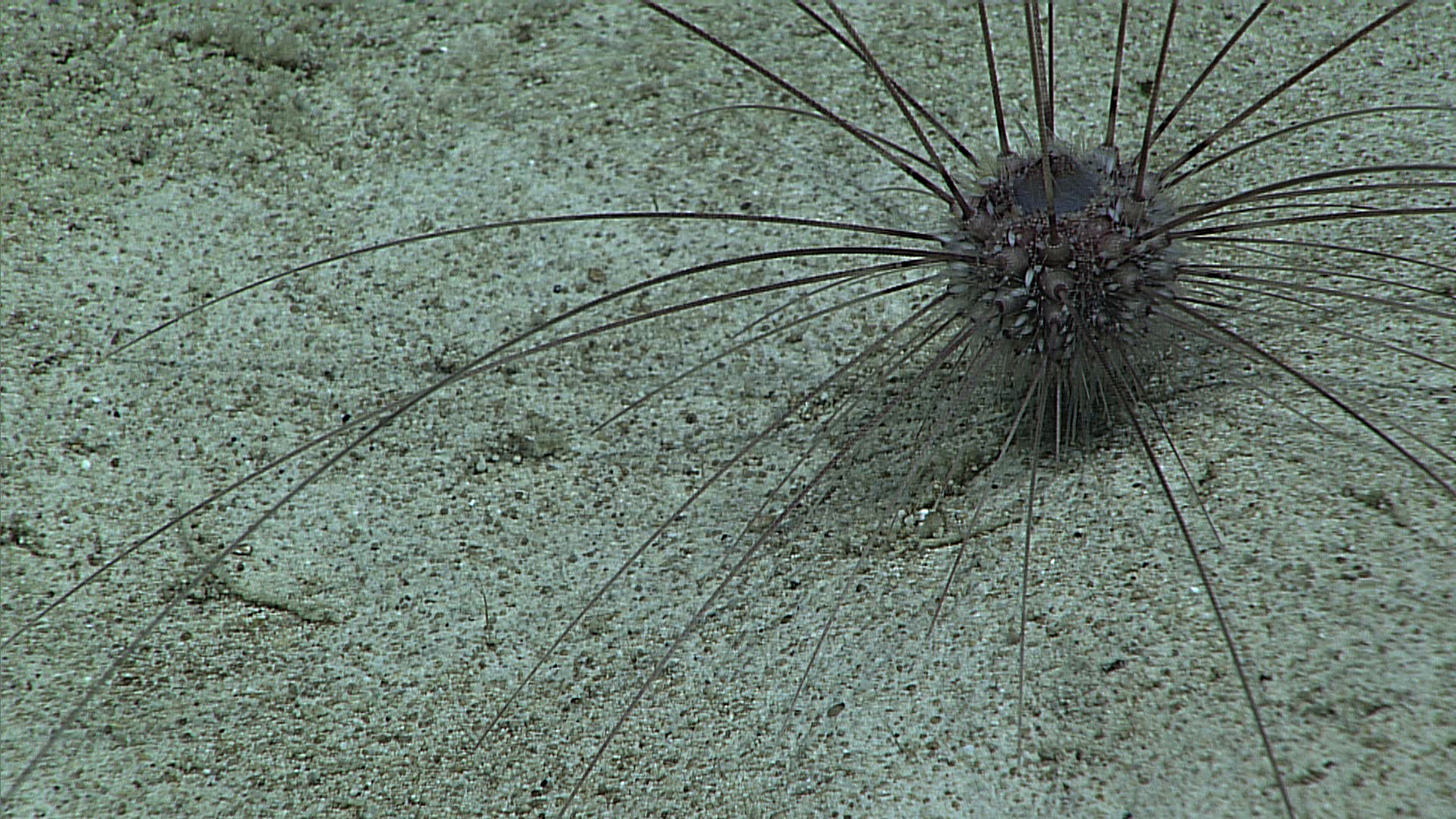
Aspidodiadema hawaiiense
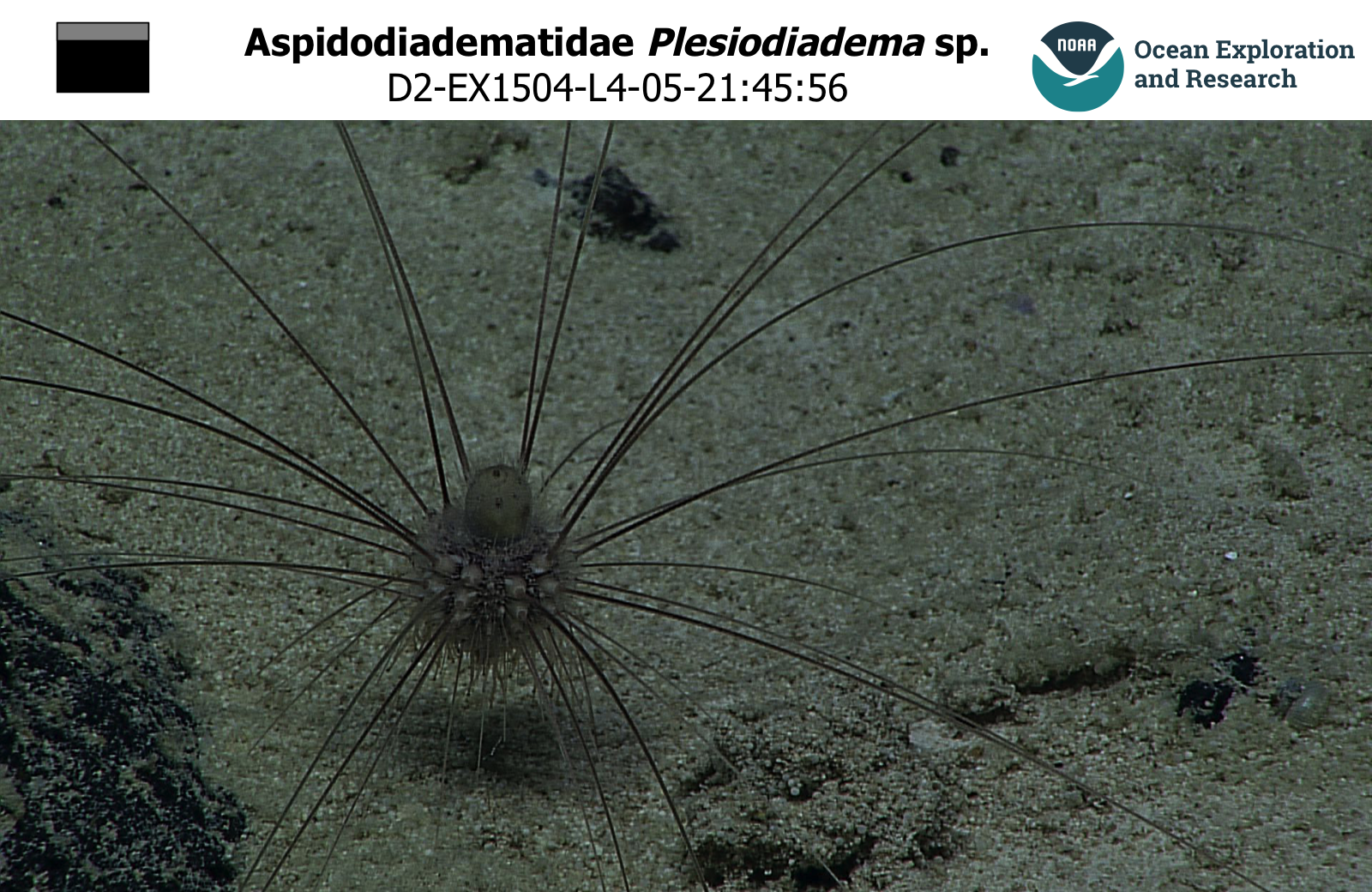
Plesiodiadema sp. observé à plus de 1 000 m de profondeur au large de Hawaii.
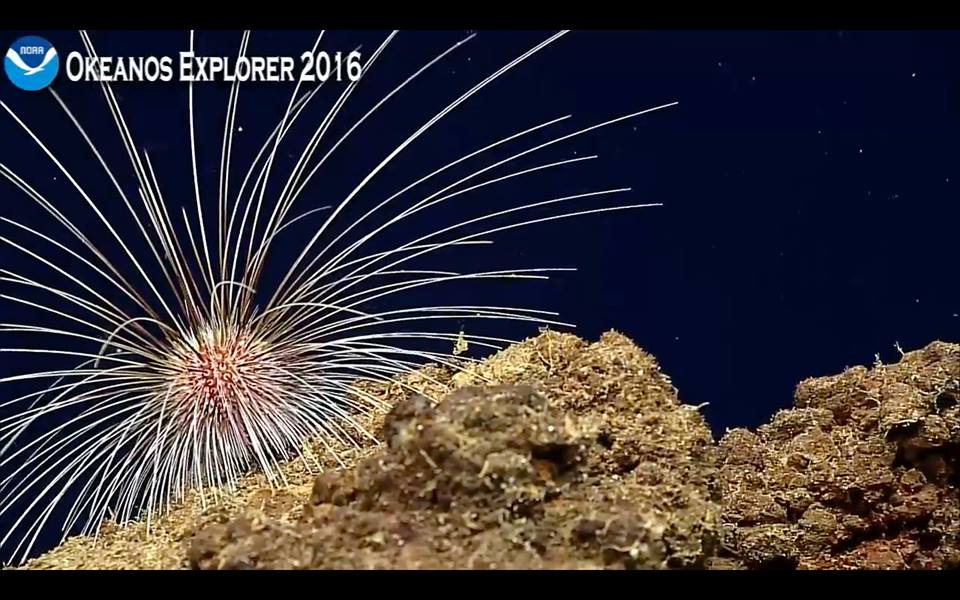
Un autre aspidodiadématidé observé en grande profondeur aux îles Mariannes.